# I. e. 1. évezred
| Évezredek i.e. | 10. | 9. | 8. | 7. | 6. | 5. | 4. | 3. | 2. | 1. | Időszámítás kezdete | 1. | 2. | 3. | 4. | 5. | 6. | 7. | 8. | 9. | 10. | Évezredek i.sz. |

| Évszázadok i. e. | 10. | 9. | 8. | 7. | 6. | 5. | 4. | 3. | 2. | 1. |

## Események
- Európában a vaskor kezdete
- az Ótestamentum keletkezése

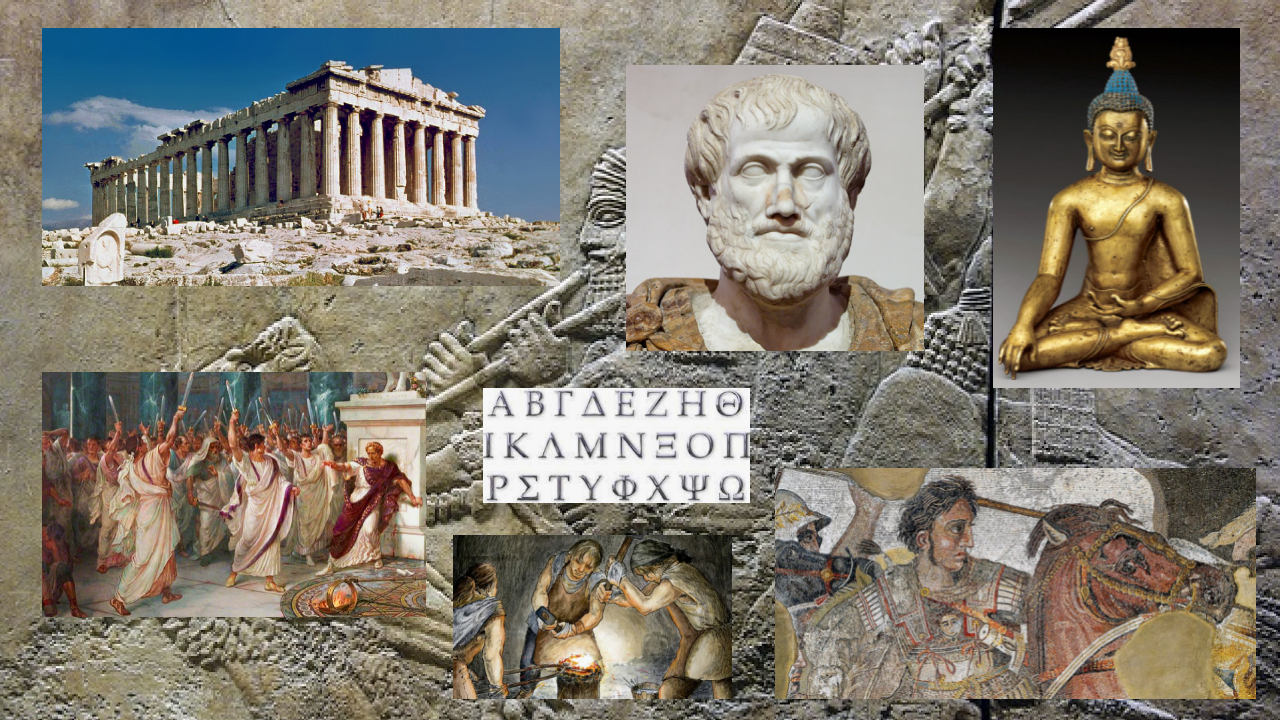
Az óramutató járása szerint: a Parthenón; Arisztotelész; Budha; Nagy Sándor leírása Dareioszról; a görög ábécé betűi; vaskori munkások; Julius Caesar

- hellén görögök felemelkedése és uralma a Földközi-tengeren, Róma felemelkedéséig
- a peloponnészoszi háború
- a buddhizmus megalapítása
- a Kínai Birodalom alapítása
- a Római Birodalom létrejötte
- i. e. 763. június 15.: napfogyatkozás Asszíriában, ez az i. e. 1. évezredi abszolút kronológia alapja

## Híres személyek
- Saul bibliai király
- Dávid, Izrael királya
- II. Kürosz, a Perzsa Birodalom megalapítója
- Zarathustra perzsa vallásalapító
- Buddha, a buddhizmus megalapítója
- Dzsina, a dzsainizmus alapítója
- Konfuciusz kínai filozófus
- Lao-ce kínai filozófus
- Meng-ce kínai filozófus
- Arisztotelész görög filozófus
- Szókratész görög filozófus
- Platón görög filozófus
- Püthagorasz görög matematikus
- Nagy Sándor görög hódító
- Szirakuzai Arkhimédész tudós
- Eukleidész alexandriai matematikus
- Asóka, az első indiai birodalom alapítója
- Csin Si Huang-ti, az első kínai császár
- Liu Pang, a kínai Han-dinasztia alapítója
- Julius Caesar római hódító és diktátor
- Augustus, az első római császár

## Találmányok, felfedezések
- a filozófia kifejlődése
- a geometria kifejlődése
- Pitagoraszi tételek felfedezése
- Eratoszthenész Pentatlosz bebizonyítja, hogy a Föld gömbölyű, és kiszámítja az átmérőjét